# Departamento Sobremonte

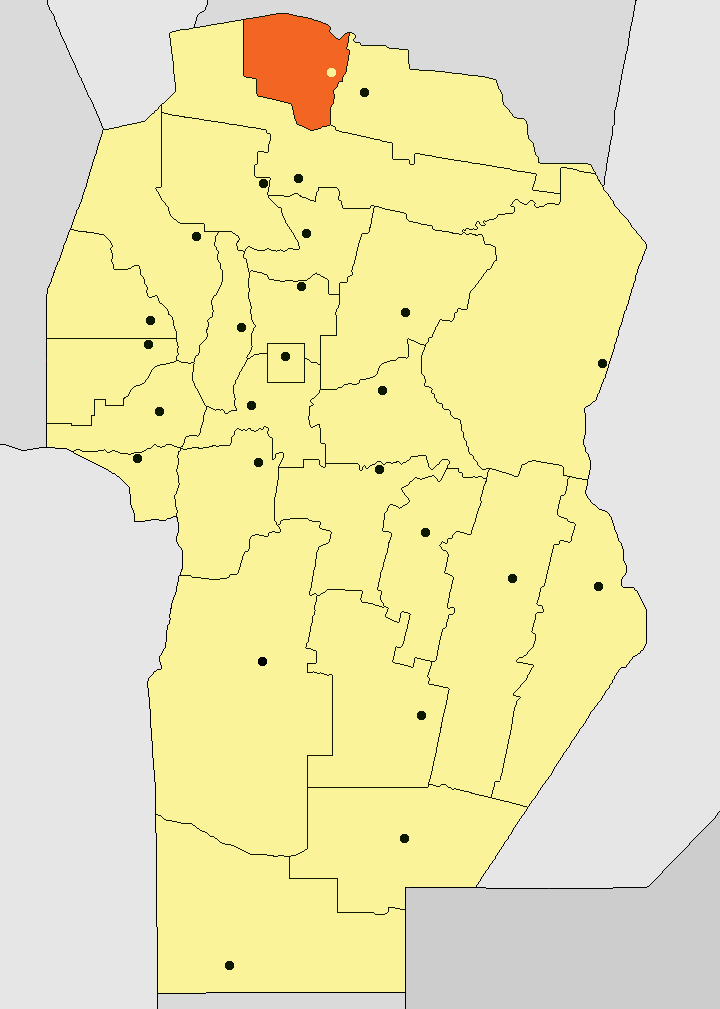
Lage des Departamento Sobremonte in der Provinz Córdoba

Sobremonte ist ein Departamento im nördlichen Zentrum der zentralargentinischen Provinz Córdoba.
Insgesamt leben 4503 Menschen auf 3231 km² dort. Die Hauptstadt des Departamento ist San Francisco del Chañar.

## Städte
- Caminiaga
- Chuña Huasi
- Pozo Nuevo
- San Francisco del Chañar[2]